# マティルダ・ジョスリン・ゲージ
マティルダ・ジョスリン・ゲージ（Matilda Joslyn Gage、1826年3月24日 – 1898年3月18日）は、アメリカ合衆国の作家、活動家。

## 活動
ゲージは自分自身を「抑圧への憎しみを持って生まれてきた」と表現した。

### 魔女裁判
ゲージは1600年代を通して行われた魔女狩りに強く反対し、教会によって支援された、女性を支配し殺すための手段であると解釈した。